# Superliha 2021-2022 (femminile)
La Superliha 2021-2022, 31ª edizione della massima serie del campionato ucraino di pallavolo femminile si è svolta dal 1º ottobre 2021 al 12 febbraio 2022: al torneo hanno partecipato dieci squadre di club ucraine e la vittoria finale è andata per la seconda volta consecutiva al Prometej.

## Regolamento

### Formula
La formula ha previsto: 
- Regular season, disputata con un sistema di concentramenti per un totale di dieci turni da nove gare ciascuno, dove le squadre si sono incontrate reciprocamente per due volte. Al termine:
  - le prime due classificate hanno acceduto alle semifinali dei play-off scudetto;
  - le squadre classificate dal terzo al sesto posto hanno acceduto ai quarti di finale;
  - le squadre classificate dal settimo al decimo posto hanno acceduto ai play-out retrocessione;
- Play-off scudetto: strutturati in quarti di finale, al meglio delle due vittorie su tre gare, e semifinali, finale terzo posto e finale al meglio delle tre vittorie su cinque gare; le squadre perdenti i quarti di finale hanno acceduto alla finale per il 5º posto;
- Finale 5º posto, al meglio delle due vittorie su tre gare;
- Play-out retrocessione, disputato con due concentramenti, con le squadre che si incontrano reciprocamente due volte; per la classifica le squadre hanno ottenuto punti aggiuntivi in base al posizionamento in regular season: 3 punti alla settima classificata, 2 punti alla ottava e 1 punto alla nona. Al termine, l'ultima classificata è retrocessa in Vyšča Liha, mentre la penultima classicata ha acceduto allo spareggio promozione-retrocessione contro la seconda classificata della Vyšča Liha;
- Spareggio promozione-retrocessione al meglio delle tre vittorie su cinque gare; la vincente ha ottenuto il diritto di partecipare alla Superliha per la stagione successiva[2].

Il torneo è stato sospeso il 24 febbraio 2022 in conseguenza dell'invasione russa dell'Ucraina; il 17 maggio 2022 è stato dichiarato definitivamente concluso e la classifica della regular season, già terminata al momento della sospensione, ha determinato l'assegnazione del titolo e le qualificazioni alle competizioni CEV per club.

### Criteri di classifica
Se il risultato finale è stato di 3-0 o 3-1 sono stati assegnati 3 punti alla squadra vincente e 0 a quella sconfitta, se il risultato finale è stato di 3-2 sono stati assegnati 2 punti alla squadra vincente e 1 a quella sconfitta.
L'ordine del posizionamento in classifica è stato definito in base a:
- Numero di vittorie;
- Punti;
- Ratio dei set vinti/persi;
- Ratio dei punti realizzati/subiti;
- Risultati degli scontri diretti[2].

## Squadre partecipanti
| Club        | Stagione | Città      | Impianto                     | Stagione precedente |
| ----------- | -------- | ---------- | ---------------------------- | ------------------- |
| Alanta      | dettagli | Dnipro     | Sportyvnyj Kompleks Olimpija | 7ª in Superliha     |
| Chimik      | dettagli | Južne      | FSK Olymp                    | 2ª in Superliha     |
| Dobrodij    | dettagli | Vinnycja   | Sportyvnyj Kompleks Akva-Vin | ?                   |
| Halyčanka   | dettagli | Ternopil'  |                              | 8ª in Superliha     |
| Orbita      | dettagli | Zaporižžja | Sportyvnyj kompleks Znu      | 3ª in Superliha     |
| Polissja    | dettagli | Žytomyr    | Sportyvnyj kompleks Dynamo   | 5ª in Superliha     |
| Poltavčanka | dettagli | Poltava    | Zavod medyčnoho skla         | 9ª in Superliha     |
| Prometej    | dettagli | Dnipro     | Sportkompleks Slobožanskyj   | Campione di Ucraina |
| Rehina      | dettagli | Rivne      |                              | 6ª in Superliha     |
| Volyn       | dettagli | Luc'k      | Sportyvnyj Kompleks Odjusš   | 4ª in Superliha     |

## Torneo

### Regular season

#### Risultati
| Primo turno |                         |     |                                   |
|             |                         |     |                                   |
| 01-10       | Orbita - Polissja       | 3-0 | 25-15, 25-21, 25-8                |
| 01-10       | Poltavčanka - Halyčanka | 3-1 | 25-13, 12-25, 26-24, 25-17        |
| 02-10       | Polissja - Poltavčanka  | 3-2 | 25-23, 21-25, 25-22, 13-25, 15-11 |
| 02-10       | Halyčanka - Orbita      | 1-3 | 12-25, 25-21, 13-25, 19-25        |
| 01-10       | Prometej - Chimik       | 3-1 | 24-26, 25-20, 25-11, 25-12        |
| 01-10       | Alanta - Dobrodij       | 3-0 | 25-16, 25-17, 25-18               |
| 02-10       | Chimik - Alanta         | 3-0 | 25-13, 25-8, 25-22                |
| 02-10       | Dobrodij - Prometej     | 0-3 | 18-25, 12-25, 21-25               |
| 02-10       | Rehina - Volyn′         | 0-3 | 18-25, 20-25, 17-25               |

| Secondo turno |                      |     |                                   |
|               |                      |     |                                   |
| 15-10         | Chimik - Volyn′      | 3-0 | 25-22, 25-18, 25-15               |
| 15-10         | Dobrodij - Rehina    | 3-0 | 25-13, 25-17, 25-15               |
| 16-10         | Volyn′ - Dobrodij    | 2-3 | 25-22, 18-25, 23-25, 25-14, 12-15 |
| 16-10         | Rehina - Chimik      | 0-3 | 11-25, 18-25, 21-25               |
| 16-10         | Orbita - Poltavčanka | 3-0 | 25-14, 25-20, 25-12               |
| 16-10         | Polissja - Prometej  | 0-3 | 12-25, 14-25, 13-25               |
| 16-10         | Halyčanka - Alanta   | 0-3 | 10-25, 12-25, 18-25               |
| 17-10         | Prometej - Halyčanka | 3-0 | 25-9, 25-11, 25-11                |
| 17-10         | Alanta - Polissja    | 3-1 | 25-15, 18-25, 25-13, 25-17        |

| Terzo turno |                        |     |                                   |
|             |                        |     |                                   |
| 23-10       | Prometej - Orbita      | 3-0 | 25-19, 25-20, 25-13               |
| 23-10       | Alanta - Poltavčanka   | 3-0 | 25-19, 25-13, 25-17               |
| 24-10       | Orbita - Alanta        | 3-0 | 25-21, 25-20, 25-19               |
| 24-10       | Poltavčanka - Prometej | 0-3 | 12-25, 20-25, 11-25               |
| 23-10       | Volyn′ - Polissja      | 3-0 | 25-14, 25-10, 25-16               |
| 23-10       | Rehina - Halyčanka     | 3-2 | 25-27, 16-25, 25-22, 25-20, 15-10 |
| 24-10       | Polissja - Rehina      | 3-1 | 25-21, 25-11, 18-25, 25-17        |
| 24-10       | Halyčanka - Volyn′     | 0-3 | 14-25, 15-25, 21-25               |
| 23-10       | Dobrodij - Chimik      | 0-3 | 22-25, 19-25, 20-25               |

| Quarto turno |                        |     |                            |
|              |                        |     |                            |
| 12-11        | Orbita - Chimik        | 1-3 | 21-25, 26-24, 23-25, 19-25 |
| 12-11        | Poltavčanka - Dobrodij | 0-3 | 23-25, 23-25, 21-25        |
| 13-11        | Chimik - Poltavčanka   | 3-0 | 25-20, 25-15, 25-23        |
| 13-11        | Dobrodij - Orbita      | 1-3 | 25-18, 14-25, 25-27, 22-25 |
| 12-11        | Volyn′ - Prometej      | 0-3 | 19-25, 14-25, 23-25        |
| 12-11        | Rehina - Alanta        | 0-3 | 12-25, 17-25, 19-25        |
| 13-11        | Prometej - Rehina      | 3-0 | 25-15, 25-21, 25-10        |
| 13-11        | Alanta - Volyn′        | 3-1 | 25-20, 21-25, 25-16, 25-20 |
| 13-11        | Halyčanka - Polissja   | 0-3 | 21-25, 18-25, 17-25        |

| Quinto turno |                      |     |                                   |
|              |                      |     |                                   |
| 04-12        | Polissja - Chimik    | 1-3 | 16-25, 25-23, 20-25, 17-25        |
| 04-12        | Halyčanka - Dobrodij | 1-3 | 25-22, 14-25, 15-25, 15-25        |
| 05-12        | Chimik - Halyčanka   | 3-0 | 25-8, 25-12, 25-7                 |
| 05-12        | Dobrodij - Polissja  | 2-3 | 25-18, 21-25, 25-21, 19-25, 11-15 |
| 03-12        | Volyn′ - Orbita      | 3-2 | 25-23, 22-25, 23-25, 25-16, 15-13 |
| 03-12        | Rehina - Poltavčanka | 0-3 | 16-25, 20-25, 18-25               |
| 04-12        | Orbita - Rehina      | 3-0 | 25-16, 25-18, 25-10               |
| 04-12        | Poltavčanka - Volyn′ | 0-3 | 22-25, 10-25, 15-25               |
| 04-12        | Prometej - Alanta    | 3-0 | 25-15, 25-11, 25-12               |

| Sesto turno |                      |     |                                   |
|             |                      |     |                                   |
| 17-12       | Chimik - Polissja    | 3-0 | 25-22, 25-19, 25-15               |
| 17-12       | Dobrodij - Halyčanka | 3-0 | 25-19, 25-18, 25-16               |
| 18-12       | Dobrodij - Polissja  | 3-2 | 25-21, 16-25, 25-23, 23-25, 15-11 |
| 18-12       | Halyčanka - Chimik   | 0-3 | 7-25, 12-25, 9-25                 |
| 17-12       | Orbita - Volyn′      | 3-1 | 25-19, 25-17, 20-25, 25-21        |
| 17-12       | Poltavčanka - Rehina | 3-0 | 25-15, 25-19, 25-21               |
| 18-12       | Volyn′ - Poltavčanka | 3-1 | 25-22, 25-18, 22-25, 25-22        |
| 18-12       | Rehina - Orbita      | 0-3 | 19-25, 15-25, 7-25                |
| 17-12       | Alanta - Prometej    | 1-3 | 31-29, 12-25, 18-25, 21-25        |

| Settimo turno |                        |     |                                  |
|               |                        |     |                                  |
| 24-12         | Chimik - Orbita        | 3-0 | 25-21, 25-15, 25-14              |
| 24-12         | Dobrodij - Poltavčanka | 3-2 | 15-25, 25-23, 22-25, 25-18, 15-8 |
| 25-12         | Orbita - Dobrodij      | 3-1 | 25-17, 25-12, 21-25, 25-17       |
| 25-12         | Poltavčanka - Chimik   | 0-3 | 8-25, 13-25, 15-25               |
| 27-12         | Prometej - Volyn′      | 3-0 | 25-20, 25-17, 25-13              |
| 27-12         | Alanta - Rehina        | 3-1 | 25-23, 25-19, 26-28, 25-16       |
| 28-12         | Volyn′ - Alanta        | 3-0 | 25-14, 25-22, 25-21              |
| 28-12         | Rehina - Prometej      | 0-3 | 6-25, 12-25, 13-25               |
| 25-12         | Polissja - Halyčanka   | 3-0 | 25-20, 25-16, 25-22              |

| Ottavo turno |                        |     |                            |
|              |                        |     |                            |
| 23-01        | Orbita - Prometej      | 0-3 | 17-25, 22-25, 9-25         |
| 23-01        | Poltavčanka - Alanta   | 3-1 | 20-25, 25-22, 25-22, 25-18 |
| 24-01        | Prometej - Poltavčanka | 3-0 | 25-13, 25-19, 25-17        |
| 24-01        | Alanta - Orbita        | 3-0 | 25-23, 25-16, 25-20        |
| 22-01        | Polissja - Volyn′      | 0-3 | 15-25, 21-25, 20-25        |
| 22-01        | Halyčanka - Rehina     | 3-0 | 25-13, 25-22, 25-23        |
| 23-01        | Volyn′ - Halyčanka     | 3-0 | 25-21, 25-18, 25-19        |
| 23-01        | Rehina - Polissja      | 0-3 | 20-25, 16-25, 15-25        |
| 22-01        | Chimik - Dobrodij      | 3-0 | 25-13, 25-15, 25-19        |

| Nono turno |                      |     |                            |
|            |                      |     |                            |
| 05-02      | Volyn′ - Chimik      | 3-0 | 25-0, 25-0, 25-0           |
| 05-02      | Rehina - Dobrodij    | 0-3 | 16-25, 13-25, 18-25        |
| 06-02      | Chimik - Rehina      | 0-3 | 0-25, 0-25, 0-25           |
| 06-02      | Dobrodij - Volyn′    | 1-3 | 25-20, 17-25, 22-25, 18-25 |
| 11-01      | Prometej - Polissja  | 3-0 | 25-20, 25-15, 25-11        |
| 11-01      | Alanta - Halyčanka   | 3-0 | 25-6, 25-11, 25-20         |
| 12-01      | Polissja - Alanta    | 0-3 | 23-25, 22-25, 20-25        |
| 12-01      | Halyčanka - Prometej | 0-3 | 11-25, 9-25, 11-25         |
| 25-01      | Poltavčanka - Orbita | 1-3 | 13-25, 13-25, 25-21, 18-25 |

| Decimo turno |                         |     |                                   |
|              |                         |     |                                   |
| 11-02        | Chimik - Prometej       | 0-3 | 20-25, 17-25, 15-25               |
| 11-02        | Dobrodij - Alanta       | 3-2 | 25-20, 23-25, 22-25, 25-22, 15-10 |
| 12-02        | Prometej - Dobrodij     | 3-0 | 25-15, 26-24, 25-14               |
| 12-02        | Alanta - Chimik         | 1-3 | 19-25, 25-18, 22-25, 20-25        |
| 11-02        | Polissja - Orbita       | 1-3 | 22-25, 25-23, 18-25, 19-25        |
| 11-02        | Halyčanka - Poltavčanka | 3-0 | 25-13, 25-23, 25-14               |
| 12-02        | Orbita - Halyčanka      | 3-0 | 25-19, 25-21, 25-13               |
| 12-02        | Poltavčanka - Polissja  | 0-3 | 19-25, 22-25, 13-25               |
| 11-02        | Volyn′ - Rehina         | 3-0 | 25-20, 25-12, 25-14               |

#### Classifica
| Pos. | Squadra     | Pt | G  | V  | P  | SV | SP | Ratio  | PF   | PS   | Ratio |
| ---- | ----------- | -- | -- | -- | -- | -- | -- | ------ | ---- | ---- | ----- |
| 1.   | Prometej    | 54 | 18 | 18 | 0  | 54 | 2  | 27,000 | 1404 | 867  | 1,619 |
| 2.   | Chimik (-2) | 40 | 18 | 14 | 4  | 43 | 15 | 2,867  | 1236 | 1088 | 1,136 |
| 3.   | Orbita      | 37 | 18 | 12 | 6  | 39 | 24 | 1,625  | 1426 | 1258 | 1,134 |
| 4.   | Volyn       | 36 | 18 | 12 | 6  | 40 | 22 | 1,818  | 1404 | 1197 | 1,173 |
| 5.   | Alanta      | 31 | 18 | 10 | 8  | 35 | 27 | 1,296  | 1370 | 1288 | 1,064 |
| 6.   | Dobrodij    | 24 | 18 | 9  | 9  | 32 | 36 | 0,889  | 1417 | 1456 | 0,973 |
| 7.   | Polissja    | 20 | 18 | 7  | 11 | 26 | 38 | 0,684  | 1279 | 1418 | 0,902 |
| 8.   | Poltavčanka | 14 | 18 | 4  | 14 | 18 | 44 | 0,409  | 1193 | 1419 | 0,841 |
| 9.   | Halyčanka   | 7  | 18 | 2  | 16 | 11 | 48 | 0,229  | 993  | 1395 | 0,712 |
| 10.  | Rehina      | 5  | 18 | 2  | 16 | 8  | 50 | 0,160  | 1012 | 1348 | 0,751 |

      Campione d'Ucraina
Note:
Il Chimik ha scontato 2 punti di penalizzazione per la mancata partecipazione al nono turno.

## Verdetti
| Squadra  | Qualificazione           |
| -------- | ------------------------ |
| Prometej | Champions League 2022-23 |